# Mikas Petrauskas
Mikas Petrauskas (ur. 13 października 1873 w Połuszach, zm. 23 marca 1937 w Kownie) – litewski kompozytor. Autor pierwszej litewskiej opery, Birutė (1906).

## Życiorys
Pochodził z rodziny muzycznej, był bratem tenora Kiprasa Petrauskasa i synem organisty Jonasa Petrauskasa, u którego pobierał pierwsze nauki muzyczne. W latach 1901–1906 studiował w Konserwatorium Petersburskim u Nikołaja Rimskiego-Korsakowa. Aresztowany przez władze cesarskie za działalność polityczną podczas rewolucji 1905 roku, po uwolnieniu wyemigrował z Rosji. Początkowo osiedlił się w Paryżu, gdzie kontynuował studia u Charles’a-Marie Widora. W 1907 roku wyjechał do Stanów Zjednoczonych. Działał jako kompozytor, organizator życia kulturalnego litewskiej diaspory, a także śpiewak, biorąc udział w wykonaniach własnych dzieł. Założył Lithuanian Conservatory w Chicago, w 1914 roku przeniesione do Bostonu. Publikował też na łamach czasopisma „Kanklės”, gdzie zamieszczał opracowania litewskich pieśni ludowych. W 1930 roku wrócił na Litwę. W 1969 roku jego prochy sprowadzone zostały do Wilna i pochowane na cmentarzu Na Rossie.
Skomponował opery Birutė (wyst. Wilno 1906) oraz Eglė žalčių karalienė (wyst. Boston 1924). Ponadto pisał operetki oraz pieśni solowe i chóralne.